# Dolphin Browser
Dolphin browser è un browser web per dispositivi mobili basati sul sistema operativo Android ed iOS sviluppato da Mobotap. Questo browser è stato uno dei primi browser alternativi per piattaforme Android ad introdurre il supporto gestures multi-touch.
Dolphin Browser utilizza il motore WebKit ed una piattaforma nativa per il rendering delle pagine web. Questa applicazione è in grado di mostrare contenuti flash (usando una versione modificata di Adobe Flash Player a partire dalla versione 11.1), ma in alcuni casi ha dei problemi con il video streaming.

## Caratteristiche
Alcune delle caratteristiche sono:
- Navigazione tramite schede (tabs)
- Possibilità di utilizzare i pulsanti del volume per alcune funzionalità del programma
- Camuffamento del tipo di dispositivo
- Adblock integrato
- Add-ons
- Riconoscitore di gestures
- Sincronizzazione preferiti

## Versioni
Le versioni per Android e per iOS sono entrambe gratuite e non contengono banner pubblicitari.
Dalla versione v8.7 la versione base e quella avanzata, chiamata Dolphin Browser HD, sono state accorpate in un'unica versione chiamata semplicemente Dolphin Browser.
Esiste anche una versione per il sistema operativo Bada nel quale è il browser nativo, aggiornato alla versione 3.0, ma senza alcune funzioni presenti nelle versioni per altri sistemi operativi. Lo sviluppo di Dolphin per Bada è stato interrotto in quanto il sistema operativo di Samsung non è più supportato dal 2012.